# Piper fortunaensis
Piper fortunaensis är en pepparväxtart som beskrevs av M.C. Tebbs. Piper fortunaensis ingår i släktet Piper och familjen pepparväxter. Inga underarter finns listade i Catalogue of Life.